# Bogdan Mara
Bogdan Mara (Deva, 29 de setembro de 1977) é um ex-futebolista profissional romeno.

## Carreira
Bogdan Mara fez 11 presenças e um gol pela Seleção Romena de Futebol.